# RAD51AP1
RAD51AP1 (англ. RAD51 associated protein 1) – білок, який кодується однойменним геном, розташованим у людей на 12-й хромосомі. Довжина поліпептидного ланцюга білка становить 352 амінокислот, а молекулярна маса — 38 457.
| 10         |  | 20         |  | 30         |  | 40         |  | 50         |
| ---------- |  | ---------- |  | ---------- |  | ---------- |  | ---------- |
| MVRPVRHKKP |  | VNYSQFDHSD |  | SDDDFVSATV |  | PLNKKSRTAP |  | KELKQDKPKP |
| NLNNLRKEEI |  | PVQEKTPKKR |  | LPEGTFSIPA |  | SAVPCTKMAL |  | DDKLYQRDLE |
| VALALSVKEL |  | PTVTTNVQNS |  | QDKSIEKHGS |  | SKIETMNKSP |  | HISNCSVASD |
| YLDLDKITVE |  | DDVGGVQGKR |  | KAASKAAAQQ |  | RKILLEGSDG |  | DSANDTEPDF |
| APGEDSEDDS |  | DFCESEDNDE |  | DFSMRKSKVK |  | EIKKKEVKVK |  | SPVEKKEKKS |
| KSKCNALVTS |  | VDSAPAAVKS |  | ESQSLPKKVS |  | LSSDTTRKPL |  | EIRSPSAESK |
| KPKWVPPAAS |  | GGSRSSSSPL |  | VVVSVKSPNQ |  | SLRLGLSRLA |  | RVKPLHPNAT |
| ST         |  |            |  |            |  |            |  |            |

A: Аланін

C: Цистеїн

D: Аспарагінова кислота

E: Глутамінова кислота

F: Фенілаланін

G: Гліцин

H: Гістидин

I: Ізолейцин

K: Лізин

L: Лейцин

M: Метіонін

N: Аспарагін

P: Пролін

Q: Глутамін

R: Аргінін

S: Серин

T: Треонін

V: Валін

W: Триптофан

Кодований геном білок за функцією належить до фосфопротеїнів. 
Задіяний у таких біологічних процесах, як пошкодження ДНК, репарація ДНК, рекомбінація ДНК, альтернативний сплайсинг. 
Білок має сайт для зв'язування з ДНК, РНК. 
Локалізований у ядрі.